# Rudolf von Marogna-Redwitz
Rudolf Graf von Marogna-Redwitz (15 de octubre de 1886 - 12 de octubre de 1944) fue un Coronel de la Wehrmacht, miembro de la resistencia alemana en la Alemania Nazi y del complot del 20 de julio contra Adolf Hitler en la Guarida del Lobo en Prusia Oriental.

## Primeros años
Nacido en Múnich, Rudolf Graf von Marogna-Redwitz completó su entrenamiento para ser oficial de carrera en el Ejército Imperial Alemán. Trabajó inicialmente en una organización sucesora de contrainteligencia militar después de la Primera Guerra Mundial.
En la década de 1920 conoció a Claus Schenk von Stauffenberg en el 17.º Regimiento de Caballería del Reichswehr en Bamberg.

## Alemania Nazi y Segunda Guerra Mundial
En 1935 fue transferido al Abwehr de Wilhelm Canaris y fue enviado a Viena en 1938, donde sirvió como Jefe de la oficina de contrainteligencia conocida como departamento del Abwehr en Viena. Marogna-Redwitz cooperó con partes de la resistencia católico-conservadoras en Austria. Después de que Canaris fuera despedido de su cargo a principios de 1944, Marogna-Redwitz fue transferido al Alto Mando del Ejército en Berlín a instigación de Friedrich Olbricht.
Entre los que trabajaron para él se encontraba el Teniente Coronel Werner Schrader.
Marogna-Redwitz pertenecía al estrecho círculo con los hermanos Claus Graf Schenk von Stauffenberg y Berthold Graf Schenk von Stauffenberg y estaba previsto como el oficial de enlace de los conspiradores en Viena.

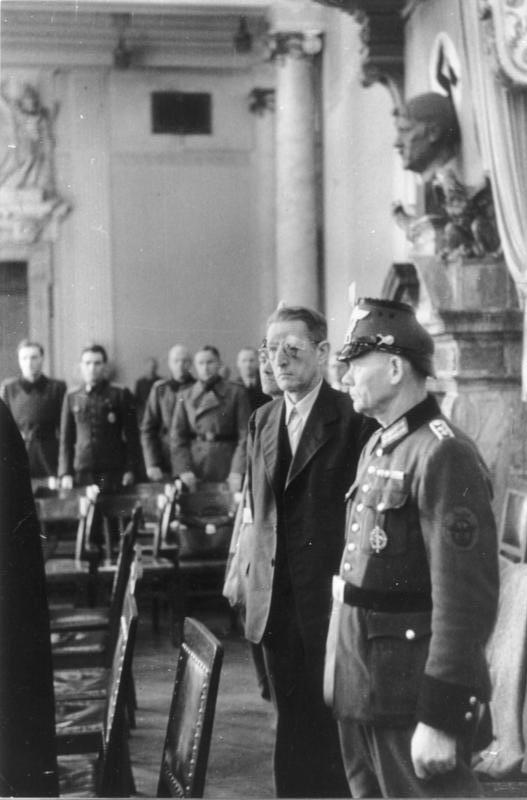
Marogna-Redwitz en el Volksgerichtshof.

## Atentado del complot del 20 de julio
El 20 de julio de 1944, mientras estaba en Viena, contactó con los políticos austríacos Karl Seitz y Josef Reither y tomó acciones contra los nazis locales pero pronto fue arrestado por la Gestapo, fue sentenciado a muerte por el "Tribunal del Pueblo" (Volksgerichtshof) el 12 de octubre de 1944 y colgado en la prisión de Plötzensee en Berlín el mismo día.

## Vida personal
Marogna-Redwitz estaba casado con Anna Gräfin von Arco-Zinneberg y tenía un hija y dos hijos varones.